# Tom Boonen
Tom Boonen (Mol, 15 d'octubre del 1980) és un ciclista belga que fou professional del 2002 al 2017. Era un bon velocista i obtenia excel·lents resultats a les curses clàssiques. Noi maco i bon esportista, va ser durant molts anys el gran ídol esportiu masculí de Bèlgica i de molts ciclistes que van debutar després d'ell. Alexander Kristoff en va dir: «és el meu ídol i un dels millors corredors de la història».

## Inicis de la carrera
A la temporada 2002, Boonen va córrer per l'equip US Postal. El seu millor resultat va ser un tercer lloc a la París-Roubaix. S'hi va escapar al principi de la cursa. El seu compatriota Johan Museeuw s'havia escapat i el seu capità George Hincapie havia caigut en un sector lliscant de carretera, permetent que Boonen corregués amb llibertat. Museeuw —el seu heroi de la infància– va declarar-lo públicament el seu successor.
Però Boonen no era completament feliç a l'èquip d'US Postal. Deia que no se li donaven prou oportunitats de córrer amb llibertat. A la fi de la temporada, va anunciar que deixava l'equip, i se'n va anar al Quick Step-Davitamon. Però el 2003 no li va anar gaire bé a causa de la fatiga i a una lesió de genoll. Museeuw va ser el líder indiscutible de l'equip a les clàssiques de primavera.
El 2004, Boonen va millorar molt i va guanyar l'E3 Prijs Vlaanderen, la Gant-Wevelgem i el Gran Premi de l'Escalda. A més, va guanyar dues etapes del Tour de França, incloent-hi l'etapa final als Camps Elisis de París, com Museeuw ho havia fet anys abans.

## El triplet del 2005
El 2005 Boonen va explotar definitivament com a ciclista. A la campanya de primavera, va guanyar el Tour de Flandes, la París-Roubaix i l'E3 Prijs Vlaanderen. Hi va demostrar la seva superioritat a les clàssiques amb llambordes. A més, va quedar segon a l'Omloop Het Volk, que va guanyar el seu company d'equip Nick Nuyens.
Al Tour de Flandes, Boonen era l'esprintador més fort del grup de ciclistes que es jugaven la victòria. En lloc d'esperar l'esprint, hi va atacar a vuit quilòmetres del final. Li va reeixir mantenir el seu marge fins a la meta. El ciclista neerlandès Erik Dekker va comentar que estava «feliç per no haver de córrer contra Boonen durant els pròxims deu anys, perquè hauria de córrer pel segon lloc». A la París-Roubaix, en canvi, va esperar l'esprint final al velòdrom de Roubaix on va batre l'estatunidenc George Hincapie i el català Joan Antoni Flecha.

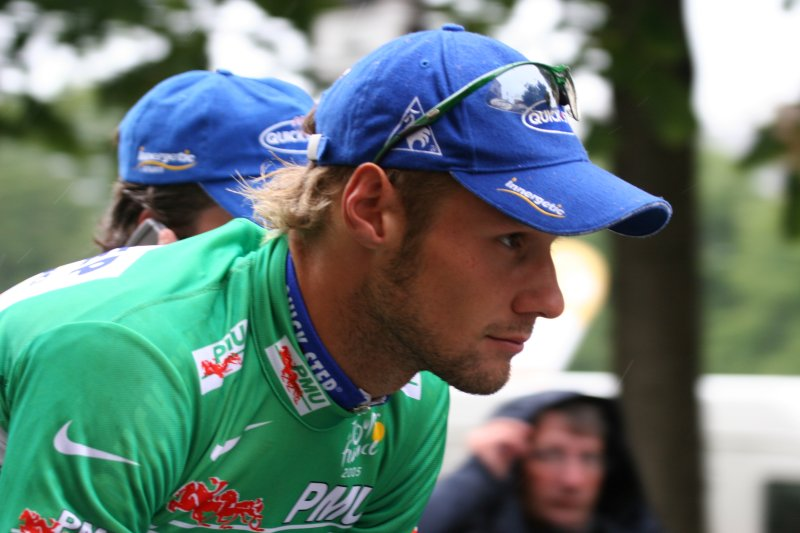
Tom Boonen a Nancy, durant el Tour de França 2005

Al Tour de França, va guanyar la segona i tercera etapes. Va dur el maillot verd però es va haver de retirar a l'onzena etapa per mor de ferides provocades per nombroses caigudes.
Va ser el primer i fins ara únic ciclista en fer el triplet Flandes-Roubaix-Campionats del món en guanyar els mundials a Madrid. L'equip belga va treballar de valent per neutralitzar a la recta final una fuga de set ciclistes que incloïa Aleksandr Vinokúrov i Paolo Bettini. Boonen va rematar la feina superant Alejandro Valverde a l'esprint. Museeuw havia estat l'últim campió del món belga el 1996.
L'excel·lent temporada li valgué ser reconegut amb la Bicicleta d'or, com a millor ciclista del 2005.

## Després del campionat del món
El 2006, Boonen va tenir un increïble començament de temporada. A la Volta a Qatar va guanyar totes les etapes menys una, en què l'austríac Bernhard Eisel el va superar. Després va guanyar una etapa a la Ruta del Sol i tres a la París-Niça. Va continuar la seva ratxa espectacular guanyant l'E3 Prijs Vlaanderen abans de repetir victòria al Tour de Flandes.
Però finalment va acusar la fatiga a la París-Roubaix i no va poder respondre l'arrencada decisiua de Fabian Cancellara, que va endur la victòria a Roubaix. Boonen encara va acabar la cursa al podi gràcies al fet que Leif Hoste, Peter Van Petegem i Vladímir Gússev, que havien acabat davant d'ell, van ser desqualificats per saltar un pas a nivell tancat.
Després, Boonen va guanyar el GP de l'Escalda. Al Tour de França, no va guanyar cap etapa ni disputar el mallot verd, però sí que va dur el mallot groc durant algunes etapes gràcies a les bonificacions i a què va resistir amb els millors a l'etapa que acabava al Cauberg de Valkenburg. Va abandonar a causa d'un problema de pèrdua de pes, però al Tour del Benelux va guanyar tres etapes. Als mundials celebrats a Salzburg només va acabar novè i el mallot arc iris va passar a mans del seu company d'equip Paolo Bettini.
El 2007 va ser ben diferent per Boonen. Tot i guanyar algunes etapes en curses d'una setmana i un parell de clàssiques menors belgues, va tenir una actuació dolenta a les grans clàssiques de primavera, així com a les curses per etapes ProTour. De fet, la seva primera victòria ProTour no va arribar fins a l'etapa del Tour de França que acabava a Bourg-en-Bresse. En aquests anys es va publicar un còmic, d'una sèrie que no va arribar enllà de dos volums.

### 2008[Cal actualitzar]
…

## Palmarès més destacat
| - 2000 - 1r al Grote Prijs van de Stad Geel - 1r al París-Tours sub-23 - Vencedor d'una etapa del Triptyque des Monts et Châteaux - Vencedor de 2 etapes a la Volta a Limburg amateur - 2001 - Campió de Bèlgica sub-23 en ruta - 1r al Internationale Wielertrofee Jong Maar Moedig - 1r a la Zellik-Galmaarden - 2002 - Vencedor d'una etapa de la Volta a Catalunya - 2003 - Vencedor d'una etapa de la Volta a Bèlgica - 2004 - 1r a la Gant-Wevelgem - 1r a l'E3 Prijs Vlaanderen - 1r al Grote Scheldeprijs - 1r al Memorial Rik van Steenbergen - 1r del Volta a Picardia i vencedor de 2 etapes - 1r a l'Omloop Mandel-Leie-Schelde - Vencedor de 2 etapes del Tour de França - Vencedor de 2 etapes de la Volta a Alemanya - Vencedor d'una etapa del Tour de Qatar i de la classificació dels punts i joves - Vencedor d'una etapa del Tour of Britain - 2005 - Campió del món en ruta - 1r al Tour de Flandes - 1r a la París-Roubaix - 1r a l'E3 Prijs Vlaanderen - 1r a la Volta a Bèlgica i vencedor de 2 etapes - 1r a l'Acht van Chaam - Vencedor de 2 etapes a la París-Niça - Vencedor de 2 etapes al Tour de França - Vencedor de 2 etapes al Tour de Qatar i de la classificació dels punts - 2006 - 1r al Tour de Flandes - 1r a l'E3 Prijs Vlaanderen - 1r al Tour de Qatar, vencedor de 4 etapes i de la classificació per punts - 1r a la Veenendaal-Veenendaal - 1r al Grote Scheldeprijs - 1r al Gran Premi de Doha - Vencedor de 3 etapes a la París-Niça - Vencedor d'una etapa a la Volta a Suïssa - Vencedor de 3 etapes al Tour del Benelux - Vencedor d'una etapa al Tour of Britain - Vencedor d'una etapa de la Volta a Andalusia - 2007 - 1r a la Kuurne-Brussel·les-Kuurne - 1r a l'E3 Prijs Vlaanderen - 1r a la Dwars door Vlaanderen - Vencedor de 4 etapes al Tour de Qatar i de la classificació per punts - Vencedor de 2 etapes al Tour de França i 1r de la classificació per punts - Vencedor d'una etapa de la Volta a Andalusia | - 2008 - 1r a la París-Roubaix - 1r al Tour de Qatar i vencedor de 3 etapes - Vencedor de 2 etapes a la Volta a Espanya - Vencedor de 2 etapes al Tour del Benelux - Vencedor d'una etapa de la Volta a Califòrnia - Vencedor d'una etapa de la Volta a Bèlgica - 2009 - Campió de Bèlgica en ruta - 1r a la París-Roubaix - 1r al Tour de Qatar i vencedor d'una etapa - 1r a la Kuurne-Brussel·les-Kuurne - Vencedor d'una etapa del Tour del Benelux - 2010 - Vencedor de 2 etapes al Tour de Qatar - Vencedor d'una etapa del Tour d'Oman - Vencedor d'una etapa de la Tirrena-Adriàtica - 2011 - 1r a la Gant-Wevelgem - Vencedor d'una etapa al Tour de Qatar - 2012 - Campió de Bèlgica en ruta - Campió del món en contrarellotge per equips - 1r al Gran Premi E3 - 1r a la Gant-Wevelgem - 1r al Tour de Flandes - 1r a la París-Roubaix - 1r al Tour de Qatar i vencedor de 2 etapes - 1r a la World Ports Classic i vencedor d'una etapa - 1r a la París-Brussel·les - Vencedor d'una etapa de la París-Niça - Vencedor d'una etapa al Tour de San Luis - 2013 - 1r a la Fletxa de Heist - Vencedor d'una etapa del Tour de Valònia - Va abandonar la temporada per mor d'un quist en el perineu. - 2014 - 1r a la Kuurne-Brussel·les-Kuurne - 1r a la Fletxa de Heist - Vencedor de 2 etapes al Tour de Qatar - Vencedor de 2 etapes a la Volta a Bèlgica - 2015 - 1r a la Volta a Colònia - 1r al Sparkassen Münsterland Giro - Vencedor d'una etapa a l'Eneco Tour - Vencedor d'una etapa a la Volta a Bèlgica - 2016 - 1r a la RideLondon Classic - 1r a la Brussels Cycling Classic - Vencedor d'una etapa al Tour de Valònia - 2017 - Vencedor d'una etapa a la Volta a San Juan |

### Resultats al Tour de França
- 2004. 120è de la classificació general. Vencedor de 2 etapes
- 2005. Abandona (12a etapa). Vencedor de 2 etapes
- 2006. Abandona (15a etapa).  mallot gorc durant 4 etapes
- 2007. 119è de la classificació general. Vencedor de 2 etapes.  1r de la classificació per punts
- 2009. No surt (15a etapa)
- 2011. Abandona (7a etapa)

### Resultats a la Volta a Espanya
- 2003. 92è de la classificació general
- 2005. No surt (14a etapa)
- 2007. Abandona
- 2008. No surt (18a etapa). Vencedor de 2 etapes
- 2009. Abandona (13a etapa)
- 2011. No surt (16a etapa)
- 2014. No surt (18a etapa)

### Resultats al Giro d'Itàlia
- 2015. No surt (14a etapa)